# Maindo jezik
Maindo jezik (ISO 639-3: cwb; chwambo), nigersko-kongoanski jezik kojim govori 20 000 ljudi (2003) na ušću rijeke Zambezi u Mozambiku. Pripada centralnoj bantu skupini u zoni P, i s još 15 drugih jezika podskupini makua (P.30).
Ima dva dijalekta, Mitange i Badoni. Leksički mu je najbliži Chuabo ili chuwabu [chw] 84%.

## Vanjske poveznice
- Ethnologue (14th)
- Ethnologue (15th)